# Igreja Evangélica Presbiteriana no Chile
A Igreja Evangélica Presbiteriana no Chile (em espanhol Iglesia Evangélica Presbiteriana en Chile) é uma denominação reformada na Bolívia, fundada em 1972, por um grupo dissidente da Igreja Presbiteriana do Chile.

## História
Em 1968, um grupo de pastores da Igreja Presbiteriana do Chile, formado pelos Rev. Gabriel Almarzan, Juan Polanco, Humberto Reyes, Gozalos Garridos e Orlando Chamorroum lideram um movimento que questionava as atividades do moderador Igreja Presbiteriana do Chile, o Rev. Oracio Gozales Contasses. Este grupo se separou e formou a Igreja Evangélica Presbiteriana no Chile em 1972.

## Doutrina
A denominação subscreve o Credo dos Apóstolos, Credo de Atanásio, Declaração de Barmen, Catecismo de Heidelberg, Credo Niceno, Confissão de Westminster, Catecismo Maior de Westminster e Breve Catecismo de Westminster.
Além disso, permite a ordenação de mulheres.

## Relações intereclesiásticas
A denominação é membro da Comunhão Mundial das Igrejas Reformadas.